# Spiraea cantoniensis
Spiraea cantoniensis,   es una especie de la familia Rosaceae utilizada habitualmente como planta ornamental. 

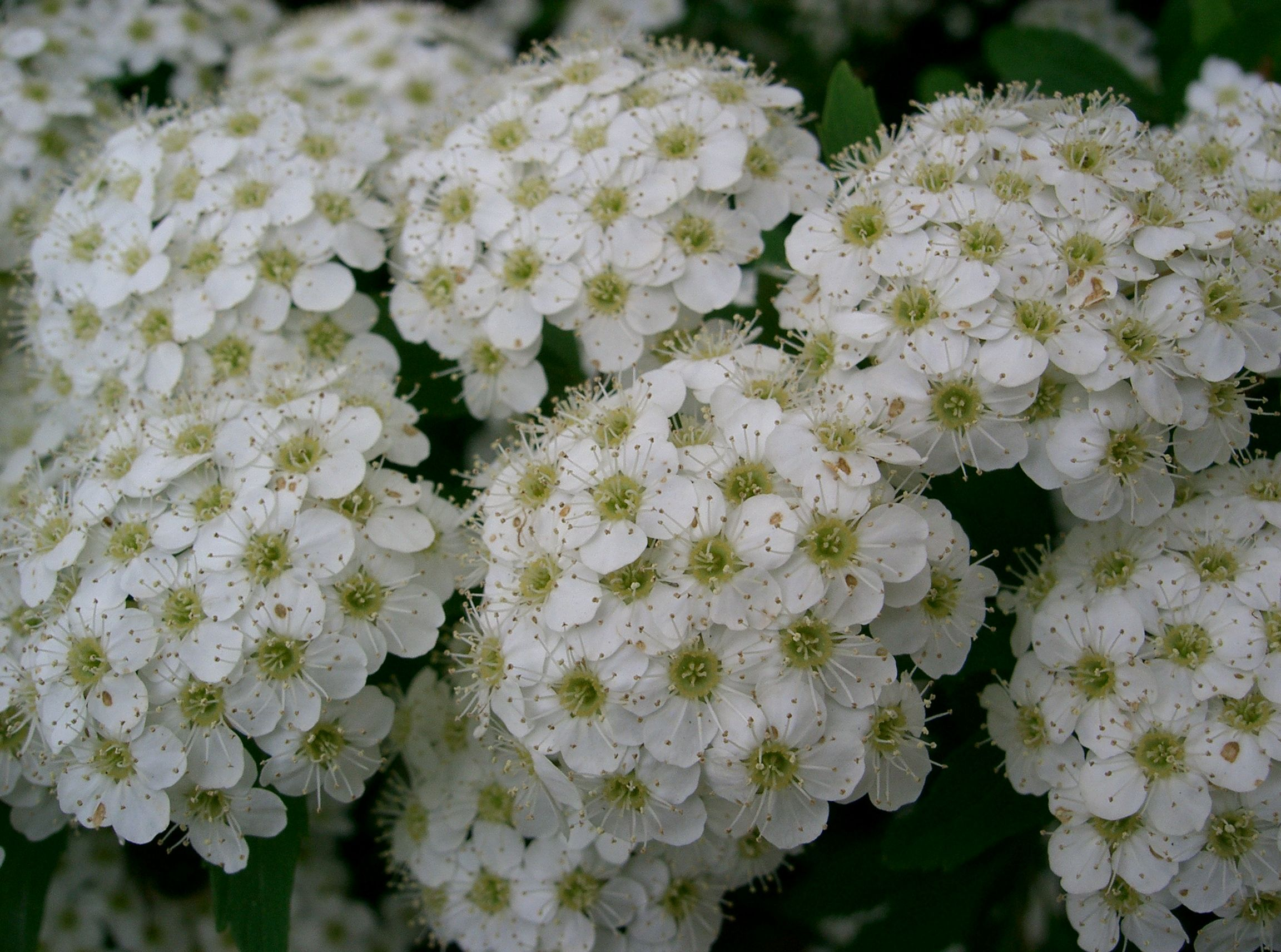
Detalle de las flores

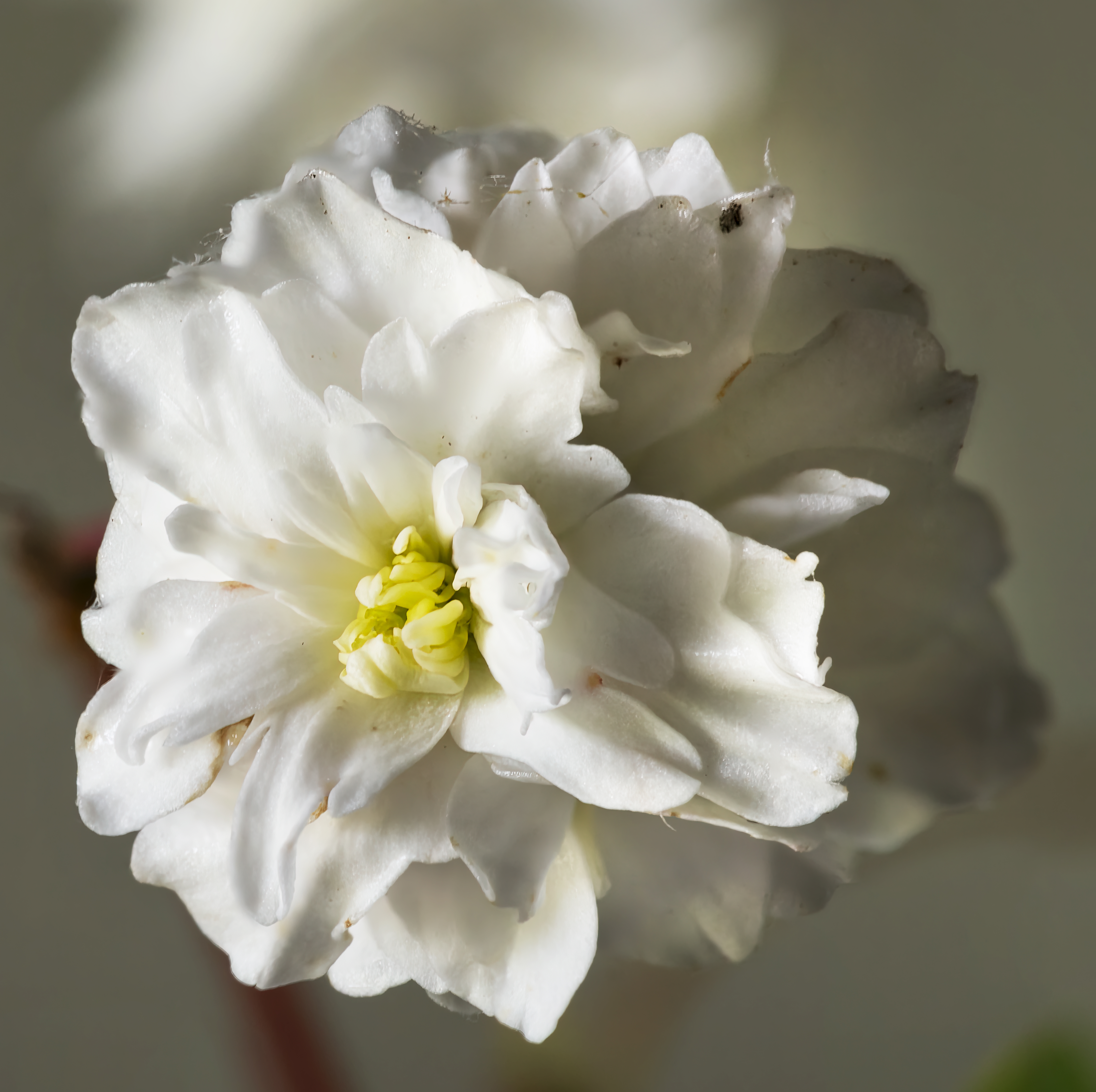
Spiraea cantoniensis f plena

## Descripción
Es un arbusto caducifolio que alcanza un tamaño de 1-2 m altura, muy ramificado, con ramas delgadas, arqueadas, flexibles y glabras. Las hojas son alternas, simples, poco pecioladas, con lámina de 2-6 cm de largo, lanceolada, elíptico-romboidal o poco obovada, con 3 nervios ± paralelos desde su base, irregularmente crenado-dentada en su mitad distal. Las flores son hermafroditas, actinomorfas, de ± 1 cm diám., dispuestas en corimbos axilares, cada una con 5 sépalos libres, 5 pétalos blancos, numerosos estambres más cortos que los pétalos. El fruto es un polifolículo, con 3-5 carpidios (folículos) pluriseminados.

## Taxonomía
Spiraea cantoniensis fue descrita por João de Loureiro y publicada en Flora Cochinchinensis 1: 322. 1790.
Etimología
Spiraea: nombre genérico que deriva de la palabra griega speiraira, "una planta que se usa para coronas o guirnaldas", de speira, en "espiral o torcido"
cantoniensis: epíteto geográfico que alude a su localización en Cantón.
Variedades
- Spiraea cantoniensis var. cantoniensis
- Spiraea cantoniensis var. jiangxiensis (Z.X. Yu) L.T. Lu

Sinonimi
var. cantoniensis
- Spiraea reevesiana Lindl.

var. jiangxiensis (Z.X. Yu) L.T. Lu
- Spiraea jiangxiensis Z.X. Yu[4]